# 五旬節

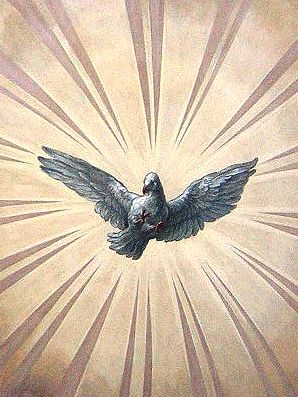
维也纳聖嘉祿堂中的壁画，描绘圣灵的象征鸽子的降来

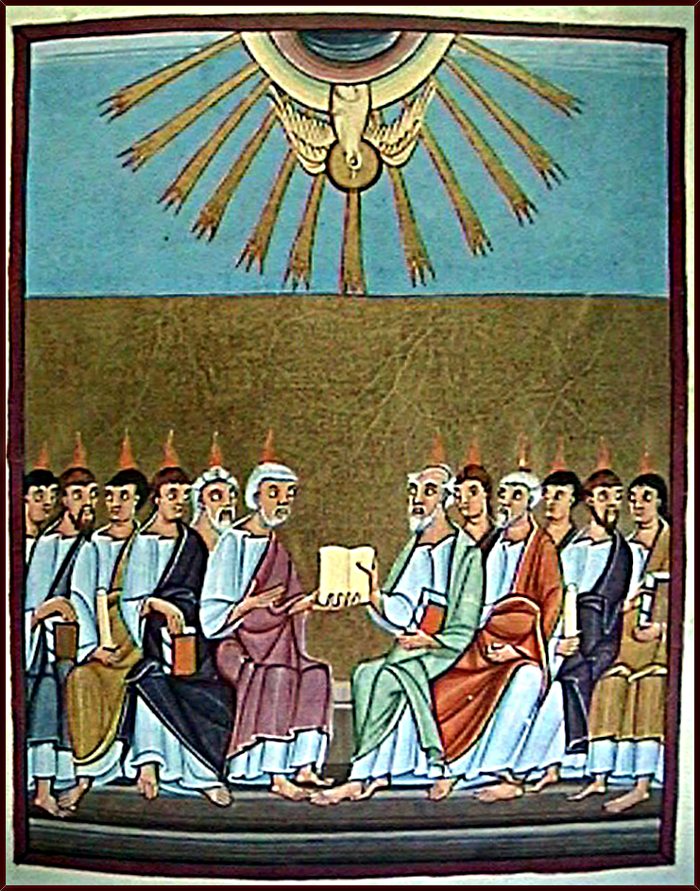
班貝格啟示錄中有關五旬節的插畫，圖上方繪有聖靈象徵白鴿降世的圖樣

圣灵降临日，或稱圣神降临节，俗稱為五旬节。源自犹太人三大节期之一七七节。犹太教按犹太曆守节期，纪念以色列人出埃及后第五十天〔由出埃及记19:1之记载：以色列人出埃及以后，满了三个月（英文译得更贴近原文：In the third month，指三月的第一天）的那一天，就来到西奈的旷野。及出埃及记19:11之记载：到第三天（指三月的第四天）要预备好了，因为第三天耶和华要在众百姓眼前降临在西奈山上。〕，耶和華在西奈山颁给摩西《十诫》的日子；基督教的圣灵降临节的日期则定在复活节后第50天和耶稣升天节后10天。

## 起源
五旬节源于七七节，以色列人要从尼散月15日（七日的第一日）——大祭司将一捆新熟的大麦献给神作为初熟果子的那天，数算七个星期。这一共是49天，然后他们会在第50天守七七节。当后来一群犹太人将圣经译成希腊文时，希腊文的“第50”（日）一字是宾特哥斯提（pentecostē′）。因此，说希腊语的犹太人遂将七七节称为宾特哥斯特（英文Pentecost，五旬节）。 
圣经利未记23:15-21记载：“‘你们要从安息日的次日，献禾捆为摇祭的那日算起，要满了七个安息日。到第七个安息日的次日，共计五十天，又要将新素祭献给耶和华。要从你们的住处取出细麪伊法十分之二加酵，烤成两个摇祭的饼。…祭司要把这些和初熟麦子作的饼，一同作摇祭，在耶和华面前摇一摇，这是献与耶和华为圣物归给祭司的。当这日，你们要宣告圣会，甚么劳碌的工都不可作，这在你们一切的住处，作为世世代代永远的定例。’”
五旬节是从初熟节（利23:10-11,15-17）开始算起的第50天（第七个安息日的次日），所以称之为五旬节。在犹太教，这一天是摩西在西奈山领受耶和華所给与的《十诫》的日子，也是“感谢律法的纪念日”。这个节日同时也用来感谢耶和華赐与的收获，所以又称收割节，是犹太人的三大节期之一。

## 新约
对基督宗教来说，五旬节就是《圣经·使徒行传》（天主教译《宗徒大事录》）第二章所载圣灵降临早期基督徒之事件日期。此记载在五旬节当天，圣灵（圣神）倾注在门徒身上，使门徒得力量与说方言的恩赐，向别人传扬福音。有鉴于此，这被认为是早期基督教会成立之日子。但关于圣灵降临节的庆祝，最早记载是在四世纪末，由西班牙修女以塞利亚所写的《朝圣记》所记。五旬节亦是圣灵降临期的开始。

## 神学意涵
对于東正教来说，五旬节是“救赎历史”的终结和教会历史的开端。它也是東正教礼仪周期中最后一个大节。東正教于五旬节当周六晚间开始举行晚祷，第二日早晨举行事奉圣礼，周一为圣灵节庆日。